# Dartmouth (Massachusetts)
Pour les articles homonymes, voir Dartmouth.
Dartmouth est une ville du comté de Bristol du Massachusetts aux États-Unis. Elle est fondée en 1652, puis officialisée en 1664, et compte 34 032 personnes au recensement de 2010.
Dartmouth est le siège d'un des quatre campus de l'Université du Massachusetts ; on y trouve aussi un vaste centre commercial, le Dartmouth Mall (en). C'est la troisième plus grande ville de l'État en superficie, après Boston et Taunton. Les villages de Hixville, Bliss Corner, Padanaram, Smith Mills and Russels Mills sont situés sur son territoire. Elle est située à 4,8 km de New Bedford, 11 km à l'est de Fall River, 35 km au sud de Taunton, 95 km de Boston, 48 km de Providence et 340 km au nord-est de New York.

## Géographie
La superficie de la ville est de 253 km2 dont 37,06 % en eau. Elle est la troisième ville la plus étendue de l'État.
La ville est desservie par Interstate 195 et la U.S. Route 6 qui passent parallèlement dans la partie nord.
Plusieurs rivières coulent du nord vers le sud : les Copicut River, Shingle Island River, Paskamanset River et Slocums River. La ville est bordée à l'ouest par Wesport, à l'est par New Bedford, au nord par Fall River et au sud par la Baie de Buzzards.

### Démographie
D'après les chiffres du recensement de 2010, la ville compte 34 032 habitants répartis en 11 237 foyers et 8 009 familles. La répartition ethnique se fait pour l'essentiel entre Blancs à 92 % et Noirs à 2,6 % ; par ailleurs, 2,4 % des habitants se déclarent hispaniques ou latinos.

## Histoire
Dartmouth est fondée en 1650 et incorporée en 1664. Elle tient son nom de la ville anglaise de Dartmouth en Angleterre d'où sont partis les puritains venus l'habiter. Son territoire est acheté par des colons de la colonie de Plymouth contre des marchandises auprès des chefs indiens wampanoags. Elle est vendue à la Société religieuse des Amis ou quakers, qui choisissent de vivre hors des lois religieuses rigoureuses des Puritains. Il existe encore des maisons de réunion de cette communauté dans la ville, dont la Apponegansett Meeting House (en), qui est inscrite au Registre national des lieux historiques.
À l'origine, les limites de la ville comprennent les terres d'Acushnea, Ponagansett et Coaksett, ce qui inclut les villes de Westport et de New Bedford. En 1789, ces dernières sont séparées et incorporées en tant que villes indépendantes elles-mêmes.

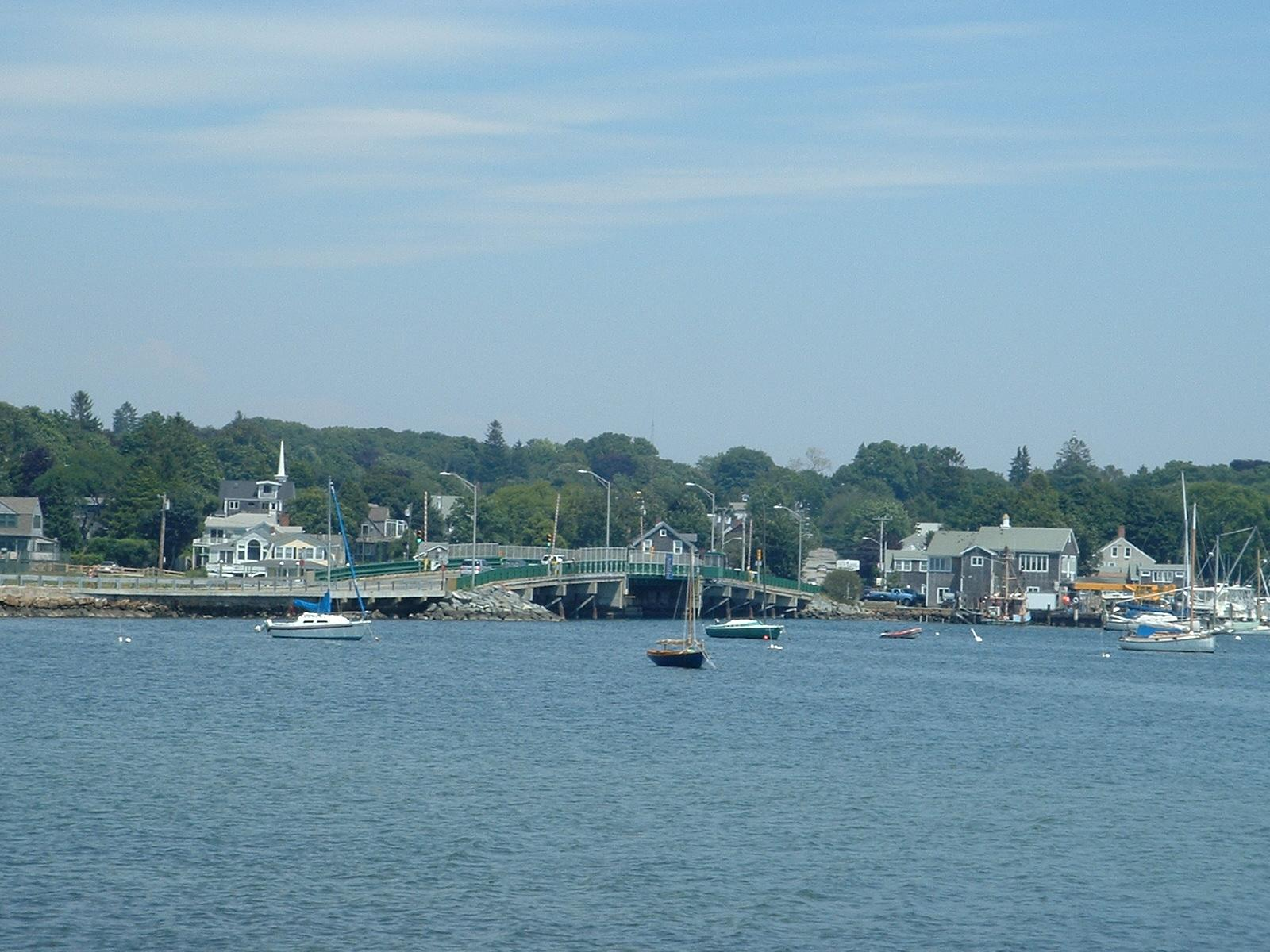
Le pont de Padanaram

En 1780, sept résidents noirs de Dartmouth adressent une pétition à la législature de la ville pour obtenir le droit de voter, déplorant un manque de représentation malgré le fait qu'ils aient payé leurs impôts et se soient battus dans la Guerre d'indépendance.
L'histoire de la ville est avant tout celle d'une communauté agricole. Au XIXe siècle, son front de mer devient une destination pour la bourgeoisie de New Bedford.
Au XXe siècle, Round Hill devient un site de recherches sur les ondes électromagnétiques dans les communications et l'aviation.

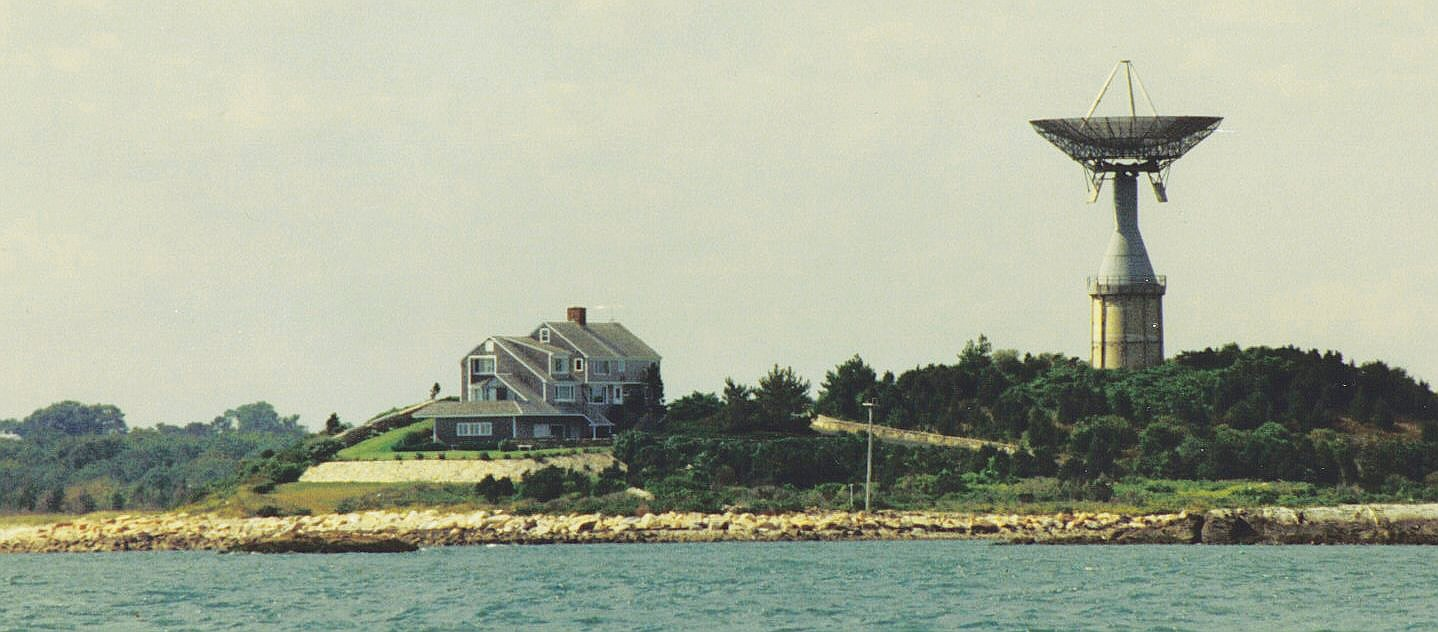
Le télescope de Round Hill

Il s'agissait à l'origine du site de Green Mansion, le domaine du soi-disant « colonel » Edward Howland Robinson Green, un personnage haut en couleur qui était le fils d'Hetty Green, plus excentrique encore que son fils, dont on a dit qu'elle était la femme la plus riche du monde en son temps, et qui est répertoriée dans le Livre Guinness des records comme « la plus grande avare du monde ». En 1936, le colonel meurt et laisse derrière lui une querelle d'héritage entre sa sœur et sa femme qui dure huit ans jusqu'à ce que sa sœur Sylvia Green Wilks obtienne gain de cause.
En 1948, elle lègue toute la succession au Massachusetts Institute of Technology qui s'en sert pour des expériences sur les micro-ondes et les lasers. L'antenne géante qui servait de point de repère pour les navigateurs était construite sur un château d'eau. Elle est finalement démolie en 2007.
Le domaine de Round Hill est utilisé scientifiquement jusqu'en 1964. Il est ensuite vendu à la compagnie de Jésus de Nouvelle-Angleterre qui s'en sert pour les retraites. L'étage supérieur est divisé en 64 chambres individuelles. L'étage principal est divisé en une chapelle et des salles de réunion. En 1970, la compagnie le revend à une personne privée. Aujourd'hui, le site appartient à un groupe de promoteurs qui l'ont transformé en un parcours de golf de neuf trous.
La zone commerciale de la ville n'a cessé de croître depuis les années 1960, centrée autour du village de Smith Mills, mais beaucoup de ces magasins ont fermé leurs portes aujourd'hui. Les principales activités sont maintenant groupées autour de la U.S. Route 6, notamment le Mall (centre commercial).
Le « Lloyd Center for Environmental Studies » est une organisation à but non lucratif qui s'occupe de programmes éducatifs sur l'environnement aquatique, il est situé à l'embouchure de la rivière Slocums (en).
Dans la ville se trouvait également le Lincoln Park (en), un parc d'attraction ouvert en 1894 et fermé en 1987. Une grande partie du parc a été brûlée dans plusieurs incendies criminels, et aujourd'hui il existe des projets pour transformer les terres du parc en un lotissement avec des magasins.

## Politique
La ville fait partie du 9e district représentatif du comté avec Freetown, New Bedford et Lakeville, du 2e district pour la représentation au sénat du Massachusetts et du 4e pour la représentation fédérale.
Dartmouth est dirigée par une « Representative town meeting » dans les locaux de ce qui a longtemps été la « Dartmouth High School ». Il existe un poste de police, cinq postes de pompiers et deux bureaux de poste (zip code 02747 et 02748).

## Personnalités liées à la ville
- Ezekiel Cornell (en) (1732-1800), représentant du Rhode Island au congrès, né dans la ville.
- Philip Sheridan, (1831-1888), général, décédé dans la ville.
- Benjamin Tucker, (1854-1939), écrivain et éditeur, né dans la ville.

## Source
- (en) Cet article est partiellement ou en totalité issu de l’article de Wikipédia en anglais intitulé « Dartmouth, Massachusetts » (voir la liste des auteurs).